# Bayandelger, Sükhbaatar
Bayandelger (tiếng Mông Cổ: Баяндэлгэр) là một sum của tỉnh Sükhbaatar ở miền đông Mông Cổ. Vào năm 2009, dân số của sum là 4.568 người.

## Địa lý
Sum có diện tích khoảng 7.282 km2. Trung tâm sum, Shiree, nằm cách tỉnh lỵ Baruun-Urt 140 km và thủ đô Ulaanbaatar 600 km.

### Khí hậu
Bayandelger có khí hậu thảo nguyên lạnh (phân loại khí hậu Köppen BSk) với mùa hè ấm áp và mùa đông rất lạnh giá. Hầu hết lượng mưa rơi vào mùa hè. Mùa đông rất khô.
| Dữ liệu khí hậu của Bayandelger          | Dữ liệu khí hậu của Bayandelger | Dữ liệu khí hậu của Bayandelger | Dữ liệu khí hậu của Bayandelger | Dữ liệu khí hậu của Bayandelger | Dữ liệu khí hậu của Bayandelger | Dữ liệu khí hậu của Bayandelger | Dữ liệu khí hậu của Bayandelger | Dữ liệu khí hậu của Bayandelger | Dữ liệu khí hậu của Bayandelger | Dữ liệu khí hậu của Bayandelger | Dữ liệu khí hậu của Bayandelger | Dữ liệu khí hậu của Bayandelger | Dữ liệu khí hậu của Bayandelger |
| Tháng                                    | 1                               | 2                               | 3                               | 4                               | 5                               | 6                               | 7                               | 8                               | 9                               | 10                              | 11                              | 12                              | Năm                             |
| ---------------------------------------- | ------------------------------- | ------------------------------- | ------------------------------- | ------------------------------- | ------------------------------- | ------------------------------- | ------------------------------- | ------------------------------- | ------------------------------- | ------------------------------- | ------------------------------- | ------------------------------- | ------------------------------- |
| Cao kỉ lục °C (°F)                       | 0.2 (32.4)                      | 6.7 (44.1)                      | 19.6 (67.3)                     | 27.4 (81.3)                     | 34.4 (93.9)                     | 38.9 (102.0)                    | 38.4 (101.1)                    | 38.0 (100.4)                    | 31.6 (88.9)                     | 28.7 (83.7)                     | 14.0 (57.2)                     | 3.4 (38.1)                      | 38.9 (102.0)                    |
| Trung bình ngày tối đa °C (°F)           | −14.3 (6.3)                     | −10.2 (13.6)                    | −0.4 (31.3)                     | 11.4 (52.5)                     | 19.5 (67.1)                     | 24.7 (76.5)                     | 26.9 (80.4)                     | 24.7 (76.5)                     | 18.2 (64.8)                     | 9.6 (49.3)                      | −3.0 (26.6)                     | −11.6 (11.1)                    | 8.0 (46.3)                      |
| Trung bình ngày °C (°F)                  | −19.4 (−2.9)                    | −16.2 (2.8)                     | −7.4 (18.7)                     | 3.6 (38.5)                      | 11.6 (52.9)                     | 17.6 (63.7)                     | 20.5 (68.9)                     | 18.4 (65.1)                     | 11.3 (52.3)                     | 2.5 (36.5)                      | −8.7 (16.3)                     | −16.5 (2.3)                     | 1.4 (34.6)                      |
| Tối thiểu trung bình ngày °C (°F)        | −23.4 (−10.1)                   | −21.3 (−6.3)                    | −13.1 (8.4)                     | −3.3 (26.1)                     | 4.8 (40.6)                      | 11.2 (52.2)                     | 14.4 (57.9)                     | 12.8 (55.0)                     | 5.5 (41.9)                      | −2.6 (27.3)                     | −13.3 (8.1)                     | −21.0 (−5.8)                    | −4.1 (24.6)                     |
| Thấp kỉ lục °C (°F)                      | −42.9 (−45.2)                   | −40.4 (−40.7)                   | −32.7 (−26.9)                   | −21.4 (−6.5)                    | −8.0 (17.6)                     | −0.5 (31.1)                     | 5.1 (41.2)                      | −1.2 (29.8)                     | −8.8 (16.2)                     | −21.5 (−6.7)                    | −34.6 (−30.3)                   | −40.8 (−41.4)                   | −42.9 (−45.2)                   |
| Lượng Giáng thủy trung bình mm (inches)  | 1.3 (0.05)                      | 1.6 (0.06)                      | 4.0 (0.16)                      | 6.7 (0.26)                      | 12.2 (0.48)                     | 31.7 (1.25)                     | 55.1 (2.17)                     | 52.0 (2.05)                     | 21.2 (0.83)                     | 6.8 (0.27)                      | 2.2 (0.09)                      | 1.5 (0.06)                      | 196.3 (7.73)                    |
| Số ngày giáng thủy trung bình (≥ 1.0 mm) | 0.3                             | 0.5                             | 0.8                             | 1.4                             | 2.1                             | 4.4                             | 7.4                             | 6.4                             | 3.1                             | 1.6                             | 0.9                             | 0.5                             | 29.4                            |
| Nguồn: NOAA (1973-1990)                  |                                 |                                 |                                 |                                 |                                 |                                 |                                 |                                 |                                 |                                 |                                 |                                 |                                 |

## Kinh tế
Sum có một trường học, bệnh viện, trung tâm thương mại và nhà văn hóa.